# بوگورودسک، استان نیژنی نووگورود
شهر بوگورودسک، اوبلاست نیژنی نووگورود (به روسی: Богородск) در کشور روسیه و در اوبلاست نیژنی نووگورود واقع شده‌است.